# イェンス・マウリス
イェンス・マウリス(Jens Mouris、1980年3月12日 - ）は、オランダ、アムステルダム出身の自転車競技選手。

## 来歴
ロードレースとトラックレースの兼用選手。
2000年
- OZ・ウィレルウェーケント（デルタ・ツアー・ゼーラントの前身レース） 総合優勝

2004年
- ロンド・ファン・オヴェライセル 優勝
- オランダ選手権 個人追抜 優勝

2005年
- トラック世界選手権 団体追抜 2位
- UCIトラックワールドカップ2005-2006
  - モスクワ - 個人追抜 優勝

2006年
- トラック世界選手権 個人追抜 2位
- 欧州選手権 オムニアム 優勝
- UCIトラックワールドカップ2006-2007
  - モスクワ - マディソン 優勝

2007年
- UCIトラックワールドカップ2006-2007
  - マンチェスター - マディソン 優勝
- 欧州選手権 マディソン 優勝
- UCIトラックワールドカップ2007-2008
  - シドニー - マディソン 優勝

2009年、ヴァカンソレイユ（後のヴァカンソレイユ・DCM）に移籍。
- ブエルタ・ア・エスパーニャ 総合138位

2010年
- ロンド・ファン・ヘット・フルヌ・ハルト 優勝

2012年、グリーンエッジに移籍。
- ロードレース世界選手権・チームタイムトライアル 3位